# Hogna enecens
Hogna enecens är en spindelart som beskrevs av Roewer 1959. Hogna enecens ingår i släktet Hogna och familjen vargspindlar.
Artens utbredningsområde är Kenya. Inga underarter finns listade i Catalogue of Life.